# Giải vô địch bóng đá nữ U-17 thế giới
Giải vô địch bóng đá nữ U-17 thế giới (tiếng Anh: FIFA U-17 Women's World Cup) là giải vô địch bóng đá thế giới dành cho các cầu thủ nữ ở độ tuổi dưới 17 do FIFA tổ chức. Giải đấu được tổ chức 2 năm một lần, được tổ chức lần đầu tiên vào năm 2008.

## Lịch sử
Vào năm 2003 sau thành công của Giải vô địch bóng đá nữ U-19 thế giới 2002 tại Canada, FIFA có dự định tổ chức thêm một giải bóng đá nữ trẻ nữa. Liên đoàn các châu lục cho rằng sẽ khó tổ chức giải đấu thứ hai với giới hạn tuổi (U-19) tại thời điểm đó. Vì thế, FIFA thành lập giải World Cup nữ U-17 và Giải vô địch bóng đá nữ U-20 thế giới (sau này đổi tên là "World Cup nữ U-20" vào năm 2007), giống như hệ thống giải của nam.
Giải đấu chính thức đầu tiên diễn ra vào năm 2008 tại New Zealand.

## Vòng loại
| Liên đoàn                          | Championship                                         |
| ---------------------------------- | ---------------------------------------------------- |
| AFC (châu Á)                       | Giải vô địch bóng đá nữ U-16 châu Á                  |
| CAF (châu Phi)                     | Giải vô địch bóng đá nữ U-17 châu Phi                |
| CONCACAF (Bắc, Trung Mỹ và Caribe) | Giải vô địch bóng đá nữ U-17 Bắc, Trung Mỹ và Caribe |
| CONMEBOL (Nam Mỹ)                  | Giải vô địch bóng đá nữ U-17 Nam Mỹ                  |
| OFC (châu Đại Dương)               | Giải vô địch bóng đá nữ U-17 châu Đại Dương          |
| UEFA (châu Âu)                     | Giải vô địch bóng đá nữ U-17 châu Âu                 |

## Kết quả
Ghi chú
- s.h.p: Sau hiệp phụ
- p: Loạt sút luân lưu

| Lần thứ | Năm  | Chủ nhà            | Chung kết           | Chung kết            | Chung kết           | Tranh hạng ba | Tranh hạng ba | Tranh hạng ba       | Số đội tham dự |
| Lần thứ | Năm  | Chủ nhà            | Vô địch             | Tỉ số                | Á quân              | Hạng ba       | Tỉ số         | Hạng tư             | Số đội tham dự |
| ------- | ---- | ------------------ | ------------------- | -------------------- | ------------------- | ------------- | ------------- | ------------------- | -------------- |
| 1       | 2008 | New Zealand        | · CHDCND Triều Tiên | 2–1 (s.h.p.)         | · Hoa Kỳ            | · Đức         | 3–0           | · Anh               | 16             |
| 2       | 2010 | Trinidad và Tobago | · Hàn Quốc          | 3–3 (s.h.p.) (5–4 p) | · Nhật Bản          | · Tây Ban Nha | 1–0           | · CHDCND Triều Tiên | 16             |
| 3       | 2012 | Azerbaijan         | · Pháp              | 1–1 (7–6 p)          | · CHDCND Triều Tiên | · Ghana       | 1–0           | · Đức               | 16             |
| 4       | 2014 | Costa Rica         | · Nhật Bản          | 2–0                  | · Tây Ban Nha       | · Ý           | 4–4 (2–0 p)   | · Venezuela         | 16             |
| 5       | 2016 | Jordan             | · CHDCND Triều Tiên | 0–0 (5–4 p)          | · Nhật Bản          | · Tây Ban Nha | 4–0           | · Venezuela         | 16             |
| 6       | 2018 | Uruguay            | · Tây Ban Nha       | 2–1                  | · México            | · New Zealand | 2–1           | · Canada            | 16             |
| 7       | 2022 | Ấn Độ              | · Tây Ban Nha       | 1–0                  | · Colombia          | · Nigeria     | 3–3 (3–2 p)   | · Đức               | 16             |
| 8       | 2024 | Cộng hòa Dominica  | · CHDCND Triều Tiên | 1–1 (4–3 p)          | · Tây Ban Nha       | · Hoa Kỳ      | 3–0           | · Anh               | 16             |
| 9       | 2025 | Maroc              |                     |                      |                     |               |               |                     | 24             |
| 10      | 2026 | Maroc              |                     |                      |                     |               |               |                     | 24             |
| 11      | 2027 | Maroc              |                     |                      |                     |               |               |                     | 24             |
| 12      | 2028 | Maroc              |                     |                      |                     |               |               |                     | 24             |
| 13      | 2029 | Maroc              |                     |                      |                     |               |               |                     | 24             |

### Các đội lọt vào top bốn đội mạnh nhất
| Đội               | Vô địch        | Á quân         | Hạng ba        | Hạng tư        |
| ----------------- | -------------- | -------------- | -------------- | -------------- |
| Tây Ban Nha       | 2 (2018, 2022) | 1 (2014)       | 2 (2010, 2016) | –              |
| CHDCND Triều Tiên | 2 (2008, 2016) | 1 (2012)       | –              | 1 (2010)       |
| Nhật Bản          | 1 (2014)       | 2 (2010, 2016) | –              | –              |
| Hàn Quốc          | 1 (2010)       | –              | –              | –              |
| Pháp              | 1 (2012)       | –              | –              | –              |
| Hoa Kỳ            | –              | 1 (2008)       | –              | –              |
| México            | –              | 1 (2018)       | –              | –              |
| Colombia          | –              | 1 (2022)       | –              | –              |
| Đức               | –              | –              | 1 (2008)       | 2 (2012, 2022) |
| Ghana             | –              | –              | 1 (2012)       | –              |
| Ý                 | –              | –              | 1 (2014)       | –              |
| New Zealand       | –              | –              | 1 (2018)       | –              |
| Nigeria           | –              | –              | 1 (2022)       | –              |
| Venezuela         | –              | –              | –              | 2 (2014, 2016) |
| Anh               | –              | –              | –              | 1 (2008)       |
| Canada            | –              | –              | –              | 1 (2018)       |

## Giải thưởng
| Giải đấu                 | Qua bóng vàng       | Đôi giày vàng                     | Bàn thắng | Găng tay vàng    | Giải phong cách |
| ------------------------ | ------------------- | --------------------------------- | --------- | ---------------- | --------------- |
| New Zealand 2008         | Mana Iwabuchi       | Dzsenifer Marozsán                | 6         | Taylor Vancil    | Đức             |
| Trinidad and Tobago 2010 | Yeo Min-ji          | Yeo Min-ji                        | 8         | Dolores Gallardo | Đức             |
| Azerbaijan 2012          | Griedge Mbock Bathy | Ri Un-sim                         | 8         | Romane Bruneau   | Nhật Bản        |
| Costa Rica 2014          | Hina Sugita         | Deyna Castellanos Gabriela García | 6         | Mamiko Matsumoto | Nhật Bản        |
| Jordan 2016              | Fuka Nagano         | Lorena Navarro                    | 8         | Noelia Ramos     | Nhật Bản        |
| Uruguay 2018             | Clàudia Pina        | Mukarama Abdulai                  | 7         | Catalina Coll    | Nhật Bản        |
| Ấn Độ 2022               | Vicky López         | Loreen Bender                     | 4         | Sofía Fuente     | Nhật Bản        |
| Cộng hòa Dominican 2024  | Jon Il-chong        | Pau Comendador                    | 5         | Evan O'Steen     | Nigeria         |
| Ma Rốc 2025              |                     |                                   |           |                  |                 |

## Các đội đoạt thành tích cao
| Đội tuyển         | Vô địch              | Á quân         | Hạng 3         | Hạng 4         |
| ----------------- | -------------------- | -------------- | -------------- | -------------- |
| CHDCND Triều Tiên | 3 (2008, 2016, 2024) | 1 (2012)       | –              | 1 (2010)       |
| Tây Ban Nha       | 2 (2018, 2022)       | 2 (2014, 2024) | 2 (2010, 2016) | –              |
| Nhật Bản          | 1 (2014)             | 2 (2010, 2016) | –              | –              |
| Hàn Quốc          | 1 (2010)             | –              | –              | –              |
| Pháp              | 1 (2012)             | –              | –              | –              |
| Hoa Kỳ            | –                    | 1 (2008)       | 1 (2024)       | –              |
| México            | –                    | 1 (2018)       | –              | –              |
| Colombia          | –                    | 1 (2022)       | –              | –              |
| Đức               | –                    | –              | 1 (2008)       | 2 (2012, 2022) |
| Ghana             | –                    | –              | 1 (2012)       | –              |
| Ý                 | –                    | –              | 1 (2014)       | –              |
| New Zealand       | –                    | –              | 1 (2018)       | –              |
| Nigeria           | –                    | –              | 1 (2022)       | –              |
| Venezuela         | –                    | –              | –              | 2 (2014, 2016) |
| Anh               | –                    | –              | –              | 2 (2008, 2024) |
| Canada            | –                    | –              | –              | 1 (2018)       |

## Các đội tuyển tham dự lần đầu
| Năm  | Đội tuyển tham dự lần đầu | Đội tuyển tham dự lần đầu | Đội tuyển tham dự lần đầu |
| Năm  | Đội tuyển | Số lượng                  | Tổng cộng                 |
| ---- | --- | ------------------------- | ------------------------- |
| 2008 | Brasil, Canada, Colombia, Costa Rica, Đan Mạch, Anh, Pháp, Đức, Ghana, Nhật Bản, New Zealand, Nigeria, CHDCND Triều Tiên, Paraguay, Hàn Quốc, Hoa Kỳ | 16                        | 16                        |
| 2010 | Chile, México, Cộng hòa Ireland, Nam Phi, Tây Ban Nha, Trinidad và Tobago, Venezuela                                                                 | 7                         | 23                        |
| 2012 | Azerbaijan, Trung Quốc, Gambia, Uruguay | 4                         | 27                        |
| 2014 | Ý, Zambia | 2                         | 29                        |
| 2016 | Cameroon, Jordan | 2                         | 31                        |
| 2018 | Phần Lan | 1                         | 32                        |
| 2022 | Ấn Độ, Maroc, Tanzania | 3                         | 35                        |
| 2024 | Cộng hòa Dominica, Ecuador, Kenya, Ba Lan | 4                         | 39                        |
| 2025 | Bờ Biển Ngà, Hà Lan, Na Uy, Samoa | 4                         | 43                        |

## Kết quả của các đội tuyển tham dự
- 1st – Vô địch
- 2nd – Á quân
- 3rd – Hạng 3
- 4th – Hạng 4
- QF – Tứ kết
- R2 – Vòng 2 (từ năm 2025: vòng 16 đội)
- R1 – Vòng 1 (vòng bảng)
- •  – Không vượt qua vòng loại
- ×  – Không tham dự  / Rút lui / Bị cấm
- – Chủ nhà
- Q – Vượt qua vòng loại cho giai đấu sắp tới

Đối với mỗi giải đấu, cờ của quốc gia chủ nhà và số đội tham dự mỗi vòng chung kết (trong ngoặc đơn) được hiển thị phía trên cùng
| Đội tuyển          | Liên đoàn | 2008 (16) | 2010 (16) | 2012 (16) | 2014 (16) | 2016 (16) | 2018 (16) | 2022 (16) | 2024 (16) | 2025 (24) | Tổng cộng |
| ------------------ | --------- | --------- | --------- | --------- | --------- | --------- | --------- | --------- | --------- | --------- | --------- |
| Azerbaijan         | UEFA      | •         | •         | R1        | •         | •         | •         | •         | •         | •         | 1         |
| Brasil             | CONMEBOL  | R1        | QF        | QF        | •         | R1        | R1        | QF        | R1        | Q         | 8         |
| Cameroon           | CAF       | •         | ×         | •         | ×         | R1        | R1        | •         | •         | Q         | 3         |
| Canada             | CONCACAF  | QF        | R1        | QF        | QF        | R1        | 4th       | R1        | •         | Q         | 8         |
| Chile              | CONMEBOL  | •         | R1        | •         | •         | •         | •         | R1        | •         | •         | 2         |
| Trung Quốc         | AFC       | •         | •         | R1        | R1        | •         | •         | R1        | •         | Q         | 4         |
| Colombia           | CONMEBOL  | R1        | •         | R1        | R1        | •         | R1        | 2nd       | R1        | Q         | 7         |
| Costa Rica         | CONCACAF  | R1        | •         | •         | R1        | •         | •         | •         | •         | Q         | 3         |
| Đan Mạch           | UEFA      | QF        | •         | •         | •         | •         | •         | •         | •         | •         | 1         |
| Cộng hòa Dominica  | CONCACAF  | ×         | ×         | •         | •         | •         | •         | •         | R1        | •         | 1         |
| Ecuador            | CONMEBOL  | •         | •         | •         | •         | •         | •         | •         | QF        | Q         | 2         |
| Anh                | UEFA      | 4th       | •         | •         | •         | QF        | •         | •         | 4th       | •         | 3         |
| Phần Lan           | UEFA      | •         | •         | •         | •         | •         | R1        | •         | •         | •         | 1         |
| Pháp               | UEFA      | R1        | •         | 1st       | •         | •         | •         | R1        | •         | Q         | 4         |
| Gambia             | CAF       | ×         | ×         | R1        | ×         | ×         | •         | ×         | ×         | ×         | 1         |
| Đức                | UEFA      | 3rd       | QF        | 4th       | R1        | QF        | QF        | 4th       | •         | •         | 7         |
| Ghana              | CAF       | R1        | R1        | 3rd       | QF        | QF        | QF        | •         | ×         | ×         | 6         |
| Ấn Độ              | AFC       | •         | •         | •         | •         | •         | •         | R1        | •         | •         | 1         |
| Ý                  | UEFA      | •         | •         | •         | 3rd       | •         | •         | •         | •         | Q         | 2         |
| Bờ Biển Ngà        | CAF       | ×         | ×         | ×         | ×         | ×         | ×         | ×         | ×         | Q         | 1         |
| Nhật Bản           | AFC       | QF        | 2nd       | QF        | 1st       | 2nd       | QF        | QF        | QF        | Q         | 9         |
| Jordan             | AFC       | •         | •         | •         | •         | R1        | •         | •         | •         | •         | 1         |
| Kenya              | CAF       | ×         | ×         | •         | ×         | ×         | ×         | ×         | R1        | •         | 1         |
| México             | CONCACAF  | •         | R1        | R1        | QF        | QF        | 2nd       | R1        | R1        | Q         | 8         |
| Maroc              | CAF       | ×         | ×         | ×         | ×         | •         | •         | R1        | •         | Q         | 2         |
| Hà Lan             | UEFA      | •         | •         | •         | •         | •         | •         | •         | •         | Q         | 1         |
| New Zealand        | OFC       | R1        | R1        | R1        | R1        | R1        | 3rd       | R1        | R1        | Q         | 9         |
| Nigeria            | CAF       | R1        | QF        | QF        | QF        | R1        | •         | 3rd       | QF        | Q         | 7         |
| CHDCND Triều Tiên  | AFC       | 1st       | 4th       | 2nd       | R1        | 1st       | QF        | ×         | 1st       | Q         | 8         |
| Na Uy              | UEFA      | •         | •         | •         | •         | •         | •         | •         | •         | Q         | 1         |
| Paraguay           | CONMEBOL  | R1        | •         | •         | R1        | R1        | •         | •         | •         | Q         | 4         |
| Ba Lan             | UEFA      | •         | •         | •         | •         | •         | •         | •         | QF        | •         | 1         |
| Cộng hòa Ireland   | UEFA      | •         | QF        | •         | •         | •         | •         | •         | •         | •         | 1         |
| Samoa              | OFC       | ×         | ×         | ×         | ×         | •         | •         | •         | ×         | Q         | 1         |
| Nam Phi            | CAF       | •         | R1        | •         | •         | •         | R1        | •         | •         | •         | 2         |
| Hàn Quốc           | AFC       | QF        | 1st       | •         | •         | •         | R1        | •         | R1        | Q         | 5         |
| Tây Ban Nha        | UEFA      | •         | 3rd       | •         | 2nd       | 3rd       | 1st       | 1st       | 2nd       | Q         | 7         |
| Tanzania           | CAF       | ×         | ×         | ×         | ×         | ×         | ×         | QF        | •         | •         | 1         |
| Trinidad và Tobago | CONCACAF  | •         | R1        | •         | •         | •         | •         | •         | •         | •         | 1         |
| Hoa Kỳ             | CONCACAF  | 2nd       | •         | R1        | •         | R1        | R1        | QF        | 3rd       | Q         | 7         |
| Uruguay            | CONMEBOL  | •         | •         | R1        | •         | •         | R1        | •         | •         | •         | 2         |
| Venezuela          | CONMEBOL  | •         | R1        | •         | 4th       | 4th       | •         | •         | •         | •         | 3         |
| Zambia             | CAF       | •         | ×         | •         | R1        | ×         | •         | •         | R1        | Q         | 3         |

## Kết quả theo liên đoàn
— Liên đoàn chủ nhà

### AFC
|         | 2008 (16)                            | 2010 (16)                            | 2012 (16)                            | 2014 (16) | 2016 (16)                            | 2018 (16) | 2022 (16) | 2024 (16)                            | 2025 (24) | Tổng cộng |
| ------- | ------------------------------------ | ------------------------------------ | ------------------------------------ | --------- | ------------------------------------ | --------- | --------- | ------------------------------------ | --------- | --------- |
| Số đội  | 3                                    | 3                                    | 3                                    | 3         | 3                                    | 3         | 3         | 3                                    | 4         | 28        |
| Top 16  | —                                    | —                                    | —                                    | —         | —                                    | —         | —         | —                                    |           | 0         |
| Top 8   | 3                                    | 3                                    | 2                                    | 1         | 2                                    | 2         | 1         | 2                                    |           | 16        |
| Top 4   | 1                                    | 3                                    | 1                                    | 1         | 2                                    | 0         | 0         | 1                                    |           | 9         |
| Top 2   | 1                                    | 2                                    | 1                                    | 1         | 2                                    | 0         | 0         | 1                                    |           | 8         |
| Vô địch | Cộng hòa Dân chủ Nhân dân Triều Tiên | Hàn Quốc                             |                                      | Nhật Bản  | Cộng hòa Dân chủ Nhân dân Triều Tiên |           |           | Cộng hòa Dân chủ Nhân dân Triều Tiên |           | 5         |
| Á quân  |                                      | Nhật Bản                             | Cộng hòa Dân chủ Nhân dân Triều Tiên |           | Nhật Bản                             |           |           |                                      |           | 3         |
| Hạng 3  |                                      |                                      |                                      |           |                                      |           |           |                                      |           | 0         |
| Hạng 4  |                                      | Cộng hòa Dân chủ Nhân dân Triều Tiên |                                      |           |                                      |           |           |                                      |           | 1         |

### CAF
|         | 2008 (16) | 2010 (16) | 2012 (16) | 2014 (16) | 2016 (16) | 2018 (16) | 2022 (16) | 2024 (16) | 2025 (24) | Tổng cộng |
| ------- | --------- | --------- | --------- | --------- | --------- | --------- | --------- | --------- | --------- | --------- |
| Teams   | 2         | 3         | 3         | 3         | 3         | 3         | 3         | 3         | 5         | 28        |
| Top 16  | —         | —         | —         | —         | —         | —         | —         | —         |           | 0         |
| Top 8   | 0         | 1         | 2         | 2         | 1         | 1         | 2         | 1         |           | 10        |
| Top 4   | 0         | 0         | 1         | 0         | 0         | 0         | 1         | 0         |           | 2         |
| Top 2   | 0         | 0         | 0         | 0         | 0         | 0         | 0         | 0         |           | 0         |
| Vô địch |           |           |           |           |           |           |           |           |           | 0         |
| Á quân  |           |           |           |           |           |           |           |           |           | 0         |
| Hạng 3  |           |           | Ghana     |           |           |           | Nigeria   |           |           | 2         |
| Hạng 4  |           |           |           |           |           |           |           |           |           | 0         |

### CONCACAF
|         | 2008 (16) | 2010 (16) | 2012 (16) | 2014 (16) | 2016 (16) | 2018 (16) | 2022 (16) | 2024 (16) | 2025 (24) | Tổng cộng |
| ------- | --------- | --------- | --------- | --------- | --------- | --------- | --------- | --------- | --------- | --------- |
| Số đội  | 3         | 3         | 3         | 3         | 3         | 3         | 3         | 3         | 4         | 28        |
| Top 16  | —         | —         | —         | —         | —         | —         | —         | —         |           | 0         |
| Top 8   | 2         | 0         | 1         | 2         | 1         | 2         | 1         | 1         |           | 10        |
| Top 4   | 1         | 0         | 0         | 0         | 0         | 2         | 0         | 1         |           | 4         |
| Top 2   | 1         | 0         | 0         | 0         | 0         | 1         | 0         | 0         |           | 2         |
| Vô địch |           |           |           |           |           |           |           |           |           | 0         |
| Á quân  | Hoa Kỳ    |           |           |           |           | México    |           |           |           | 2         |
| Hạng 3  |           |           |           |           |           |           |           | Hoa Kỳ    |           | 1         |
| Hạng 4  |           |           |           |           |           | Canada    |           |           |           | 1         |

### CONMEBOL
|         | 2008 (16) | 2010 (16) | 2012 (16) | 2014 (16) | 2016 (16) | 2018 (16) | 2022 (16) | 2024 (16) | 2025 (24) | Tổng cộng |
| ------- | --------- | --------- | --------- | --------- | --------- | --------- | --------- | --------- | --------- | --------- |
| Số đội  | 3         | 3         | 3         | 3         | 3         | 3         | 3         | 3         | 4         | 28        |
| Top 16  | —         | —         | —         | —         | —         | —         | —         | —         |           | 0         |
| Top 8   | 0         | 1         | 1         | 1         | 1         | 0         | 2         | 1         |           | 7         |
| Top 4   | 0         | 0         | 0         | 1         | 1         | 0         | 1         | 0         |           | 3         |
| Top 2   | 0         | 0         | 0         | 0         | 0         | 0         | 1         | 0         |           | 1         |
| Vô địch |           |           |           |           |           |           |           |           |           | 0         |
| Á quân  |           |           |           |           |           |           | Colombia  |           |           | 1         |
| Hạng 3  |           |           |           |           |           |           |           |           |           | 0         |
| Hạng 4  |           |           |           | Venezuela | Venezuela |           |           |           |           | 2         |

### OFC
|         | 2008 (16) | 2010 (16) | 2012 (16) | 2014 (16) | 2016 (16) | 2018 (16)   | 2022 (16) | 2024 (16) | 2025 (24) | Tổng cộng |
| ------- | --------- | --------- | --------- | --------- | --------- | ----------- | --------- | --------- | --------- | --------- |
| Số đội  | 1         | 1         | 1         | 1         | 1         | 1           | 1         | 1         | 2         | 10        |
| Top 16  | —         | —         | —         | —         | —         | —           | —         | —         |           | 0         |
| Top 8   | 0         | 0         | 0         | 0         | 0         | 1           | 0         | 0         |           | 1         |
| Top 4   | 0         | 0         | 0         | 0         | 0         | 1           | 0         | 0         |           | 1         |
| Top 2   | 0         | 0         | 0         | 0         | 0         | 0           | 0         | 0         |           | 0         |
| Vô địch |           |           |           |           |           |             |           |           |           | 0         |
| Á quân  |           |           |           |           |           |             |           |           |           | 0         |
| Hạng 3  |           |           |           |           |           | New Zealand |           |           |           | 1         |
| Hạng 4  |           |           |           |           |           |             |           |           |           | 0         |

### UEFA
|         | 2008 (16) | 2010 (16)   | 2012 (16) | 2014 (16)   | 2016 (16)   | 2018 (16)   | 2022 (16)   | 2024 (16)   | 2025 (24) | Tổng cộng |
| ------- | --------- | ----------- | --------- | ----------- | ----------- | ----------- | ----------- | ----------- | --------- | --------- |
| Số đội  | 4         | 3           | 3         | 3           | 3           | 3           | 3           | 3           | 5         | 30        |
| Top 16  | —         | —           | —         | —           | —           | —           | —           | —           |           | 0         |
| Top 8   | 3         | 3           | 2         | 2           | 3           | 2           | 2           | 3           |           | 20        |
| Top 4   | 2         | 1           | 2         | 2           | 1           | 1           | 2           | 2           |           | 13        |
| Top 2   | 0         | 0           | 1         | 1           | 0           | 1           | 1           | 1           |           | 5         |
| Vô địch |           |             | Pháp      |             |             | Tây Ban Nha | Tây Ban Nha |             |           | 3         |
| Á quân  |           |             |           | Tây Ban Nha |             |             |             | Tây Ban Nha |           | 2         |
| Hạng 3  | Đức       | Tây Ban Nha |           | Ý           | Tây Ban Nha |             |             |             |           | 4         |
| Hạng 4  | Anh       |             | Đức       |             |             |             | Đức         | Anh         |           | 4         |